# ポントレジーナ駅
ポントレジーナ駅（ポントレジーナえき）は、スイス・グラウビュンデン州の鉄道駅である。整備施設を備えた車両区が隣接しており、ベルニナ線における列車運行拠点にもなっている。

## 概要

紋章

ベルニナ線と短絡線（サメーダン - ポントレジーナ）の分岐点。
同名の基礎自治体（（独）Gemeinde、ゲマインデ）の代表駅であるが、基幹道路29号線 に面した街外れに位置する。
なお、当駅と街中心部を結ぶ歩道にかかる石橋はプント・オッタと呼ばれ、ポントレジーナの紋章にも描かれている。

## 歴史
1908年に開業したレーティッシュ鉄道アルブラ線の支線（ のちの短絡線）と同時に供用開始した。
ベルニナ線の前身であるベルニナ鉄道は同日、ベルニナ峠の南北で別々に区間開業しているが、当駅はモルテラッチ駅を終点とする北側区間の始発駅で、両鉄道の接続駅でもあった。
なお、当駅は開業当初からレーティッシュ鉄道所有で、ベルニナ鉄道の列車が乗り入れる形となっていた。
当駅開業時の短絡線は非電化路線だったため、開業当初から直流電化されたベルニナ線とのホーム共用が可能であったが、1913年に短絡線が交流電化されることとなり、島式ホームと連絡地下道が設けられた。

### 年表
- 1908年
  - 7月1日 - 開業（レーティッシュ鉄道の駅として）
    - サメーダン - ポントレジーナ（レーティッシュ鉄道、開業時は非電化）
    - ポントレジーナ - モルテラッチ（英語版）（ベルニナ鉄道、直流電化）

  - 8月18日 - ベルニナ鉄道が南北に延伸、中間駅となる
    - ツェレリーナ・スタッツ - ポントレジーナ 開業
    - モルテラッチ - ベルニナ・ハウザー[注釈 3]
- 1909年 7月1日 - ベルニナ鉄道が南北に延伸（サンモリッツ - ベルニナ・ホスピッツ[注釈 4]）
- 1910年 7月5日 - ベルニナ鉄道、全線開業
- 1913年 - 短絡線の交流電化にともない島式ホーム増設
- 1943年 1月1日 - ベルニナ鉄道、レーティッシュ鉄道に吸収合併されベルニナ線となる
- 1973年 - 複動力式Gem4/4形機関車を用いた短絡線経由の直通観光列車が運転開始[注釈 5]
- 1975年 - 直通観光列車の急行運転開始
- 1981年 - 3番線、地上切替式交直流対応工事完了
- 1982年 - Gem4/4形機関車、直通観光列車の運用を離脱
- 1985年 - 直通観光列車がベルニナ急行と名付けられる
- 2009年 5月 -  ABe8/12形交直流電車運用開始
- 2011年 - ABe8/12形電車、運用拡大に伴い（ベルニナ急行を含む）客車牽引開始

## 駅構造
駅舎併設の単式ホーム(1番線)、ホームの無い機回し線（2番線）を挟み島式ホーム(3・4番線)、さらに3本の側線（うち2本はベルニナ線を直通可能）がある。また、1番線の南北に、それぞれ独立した貨物ホームが併設されている。
その他、ベルニナ線の留置線が隣接している。
ベルニナ線が直流電化されているのに対し、短絡線は交流電化されている。このためベルニナ急行のように両線を直通する列車については、基本的に電流を切替可能な3番線を発着する。直通列車以外のホーム利用状況については後述。

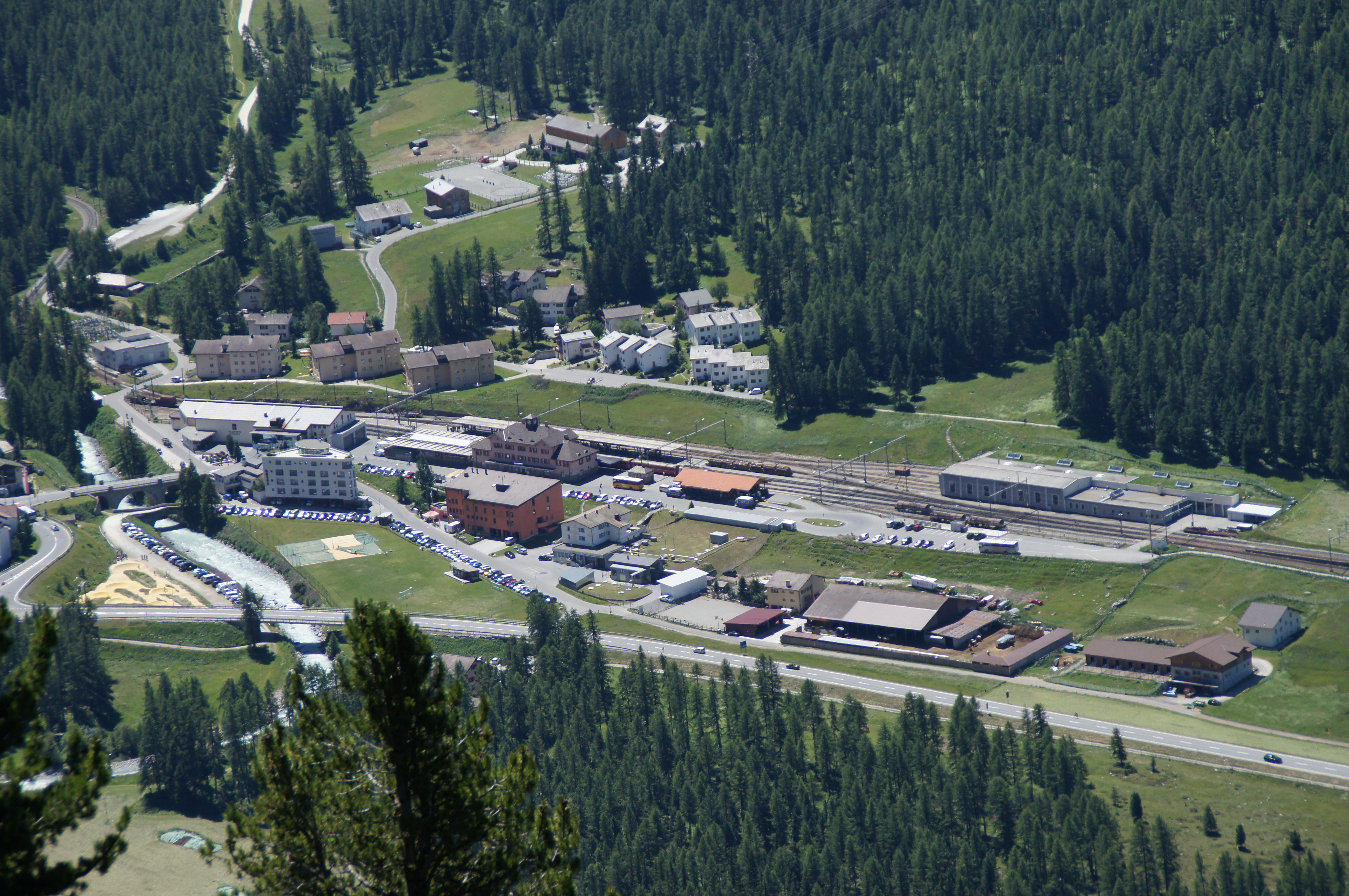
東側からの俯瞰 （2017年撮影）
南側からの俯瞰 （1934年撮影）[注釈 7]
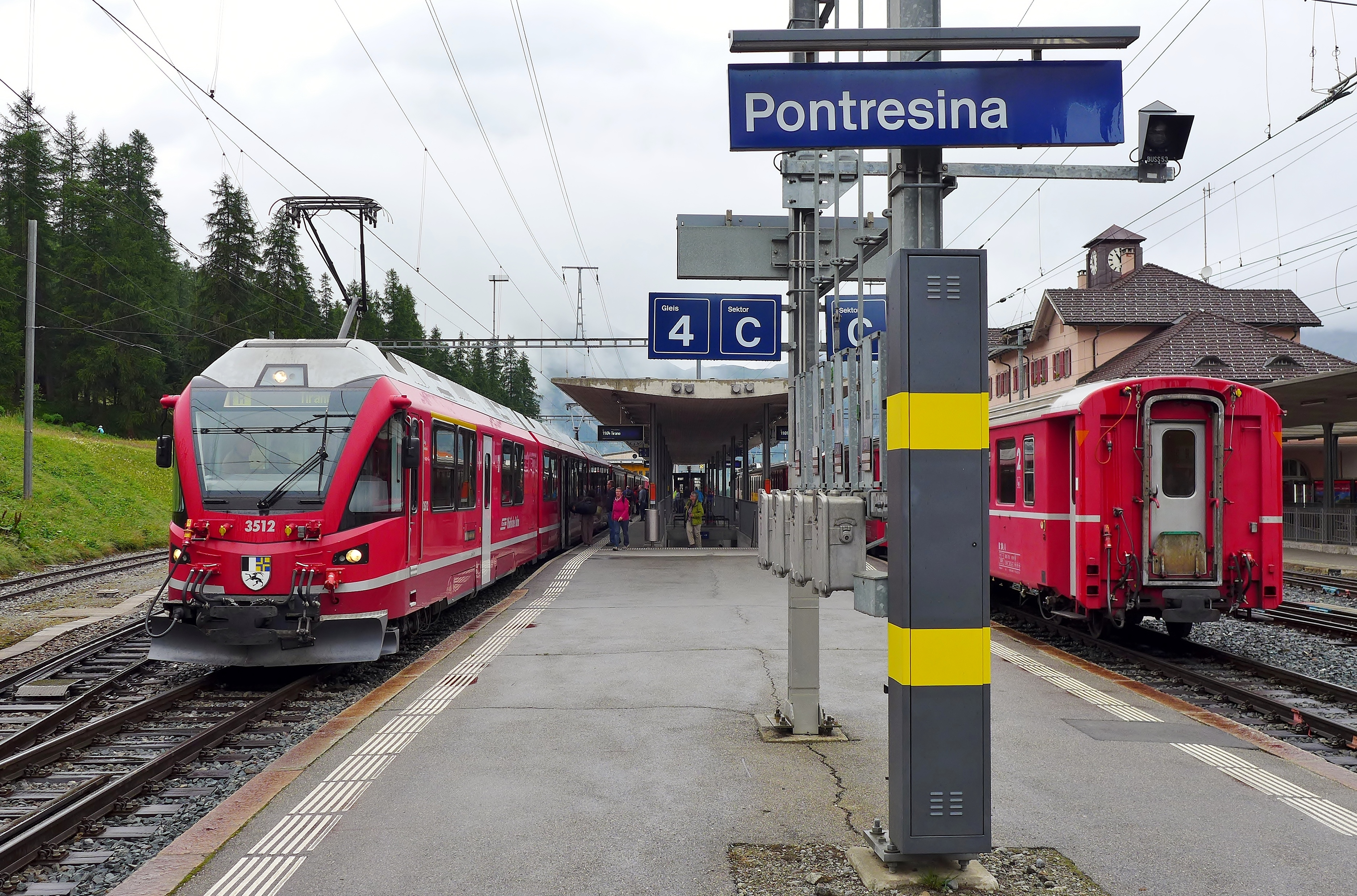
ABe8/12形交直流電車 (2014年撮影)

## 運行

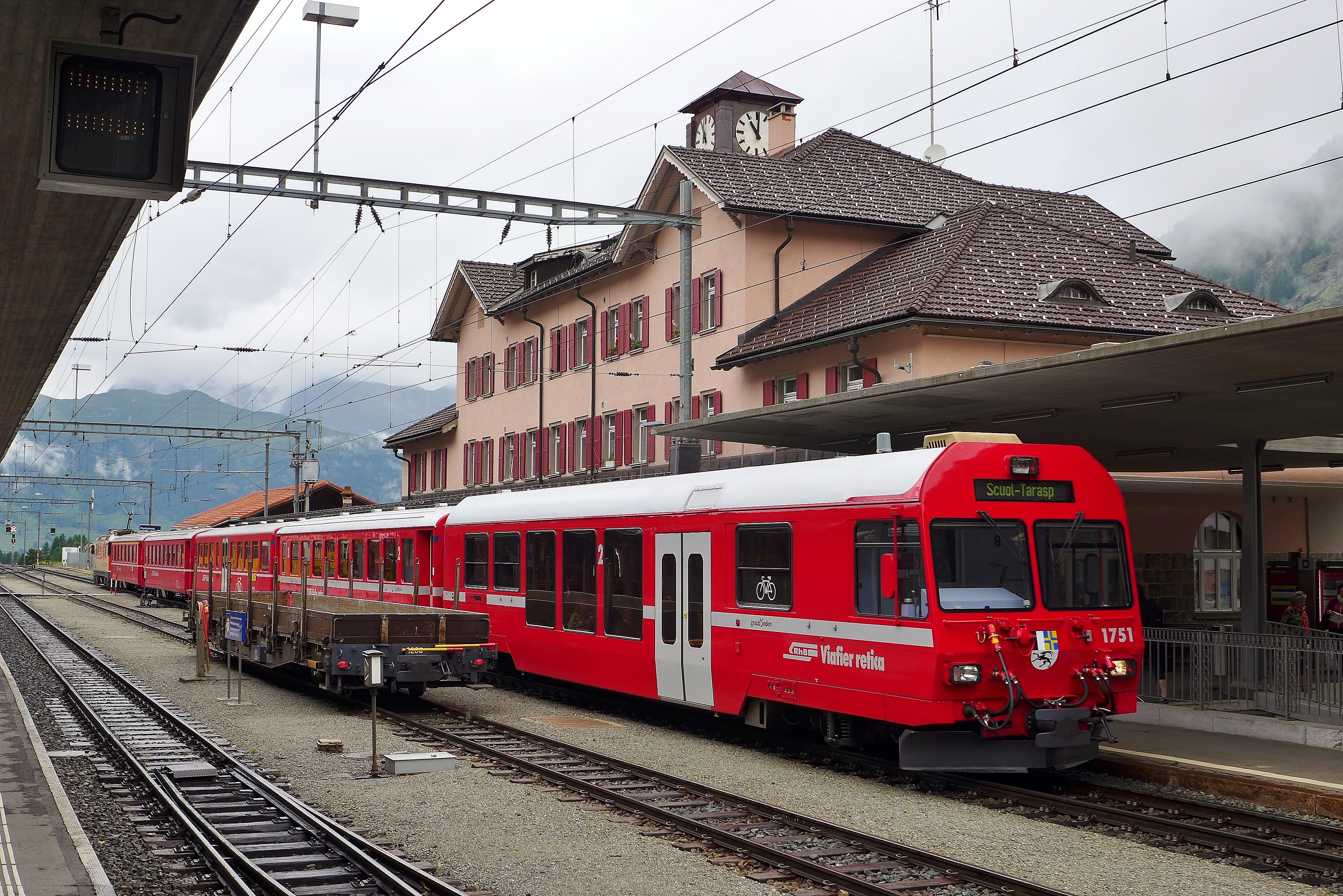
停車中のエンガディン線直通列車（2014年撮影）

（以下の記述は2021年冬季ダイヤに基づく）
ベルニナ線、短絡線どちらも最大1時間1本の間隔で運転される。ただし運転時間帯が広い分、短絡線の方が運行本数は多い。ベルニナ急行を含め全列車が停車する。基本的には短絡線経由のエンガディン線系統が1番線を、ベルニナ線系統が3・4番線を使用する。
- ベルニナ線（950系統）- 3番線（サンモリッツ方面）、4番線（ティラーノ方面）※例外あり
  - ごく一部の当駅始発・終着列車以外、サンモリッツ駅が始発・終着駅となる[4]。
- 短絡線（960系統）- 1番線
  - ベルニナ急行とサメーダン発着の短距離列車をのぞき、全列車アルブラ線を経由してエンガディン線に直通する[4]。